# 小原卓也
小原卓也（おはらたくや、1989年6月24日 - ）は、日本の俳優。本名同じ。
岡山県総社市出身。趣味はカラオケ、ゴルフ、麻雀、パチンコ、スロット、ポケモンカード、漫画（「ONE PIECE」、森田まさのり先生の作品全般）。特技は1割モノマネ、歌、スポーツ全般（特に球技）。

## 略歴
小学校３年生の時に「身体が弱いから」という理由で格闘技を習おうとしたが、実家が田舎の山の上で通えず断念。近所でやっていた「スポーツ少年団」が野球を行っており、父親に勧められ渋々野球を始める。本人曰く、野球には全く興味がなかったとのこと。
小学校中学校と野球を続け、身体は強くなったものの、野球における目立った成績は特になし。
中学では生徒会長と野球部キャプテンを両立。
岡山県立玉島商業高等学校に入学後、投手として野球部に所属。入学してすぐ二軍で試合に出場。
高校１年生の秋に外野に転向し、一軍レギュラーを掴むも遠征先で左手首にデッドボールを受け骨折。それ以降スタメンから外れたが、高校２年の秋にスタメン復帰。県大会ベスト４入りを果たす。高校３年の春の大会は冬の練習をサボりすぎスタメンを外れたが、春・夏ともに県大会ベスト８を果たす。
大阪商業大学総合経営学部経営学科に入学後は社会人草野球のチームに入り、全国大会準優勝となる。
また、フットサルサークルを立ち上げ、数々の大会に出場。チーム内では唯一サッカー未経験ながらも代表を務めた。
主なポジションは GK。
特にやりたい仕事もなかったため、就職活動は惨敗。
高校の同級生と野球部の１個上の先輩が東京で俳優を、２個上の先輩が東京で芸人をしており、話を聞くうちに興味が湧きノリと勢いで上京。
2012年7月　baki_canpany vol.6 「はっぴ～しぇあ」にて初舞台。
現在は俳優・イベントMC・演技レッスン講師をしながら、プロデューサー、脚本家、演出家として活動すべく、もみくちゃにされながらも日々奮闘している。

## 出演
TV

・NHK BSプレミアム「七人のコント侍」

・CX「痛快TVスカッとジャパン」

・BSジャパン「極道めし」

・NHK「JAPANGLE」

ドラマ

・CX「HERO」2014.7月期

・NTV「デスノート」2015.7月期

・CX土曜プレミアム「ほんとにあった怖い話・夏の特別編2015」2015.8月期

・CX「5→9」2015.10月期

・CX「オトナ女子」2015.10月期

・TBS「下町ロケット」2015.10月期

・TBS「銭の捜査官 西カネ子」（SP）2016.2月期

・TBS「ダメな私に恋してください」2016.1月期

・CX「傘を持たない蟻たちは」2016.1月期

・ytv「ドクターカー」2016.7月期

・CX「監察医 朝顔」#8 2019.7月期

・TX「八月は夜のバッティングセンターで。」＃2　2021.7月期

・TX「ハチナイ」2021年

舞台

（2012年）

・7月 baki_canpany vol.6 「はっぴ～しぇあ」

・11月 baki_canpany vol.7「Re:すた～と」

（2013年）

・1月 空感エンジンプロデュース公演「遠山一家～龍之介、空を想う」大杉 栄役＠両国・Air studio

・3月 baki_canpany vol.8「meaning of life」

・5月 空感エンジンプロデュース公演「LIFE～空を見よう、星を見よう」星役＠両国・Air studio

・7月 空感エンジンプロデュース公演「7丁目16番地 ゆめ屋～ROCkの巻～」犬太郎役＠両国・Air studio

・8月 劇団カンタービレ 男根-OTOKO NE-公演「猫型ロボット大戦争」ヨシオ役＠ウッディシアター中目黒

・9月 第62回劇団フジ9月劇場 「脅迫結婚～黄昏の狂詩曲～」東 和助役＠TACCS1179

・11月 ICLABO主催「チョウ・ゲイジュツサイ」劇集団デルソーレ若手組公演「SOUL of MEN ～ありがとう、さようなら～」横山 ユウ役＠シアターKASSAI

・11月 空感エンジンプロデュース公演「ブルーストッキング」大杉 栄役＠両国・Air studio

（2014年）

・1月 空感エンジンプロデュース公演「遠山一家〜FAINAL〜」芥川龍之介役＠両国・Air studio

・3月 Feather Stage vol.3「STAND BY～reading～」（朗読劇  泉昌樹役＠高田馬場ラビネスト

・5月 空感エンジンプロデュース「LIFE」 星役＠両国・Air studio

・8月 空感エンジンプロデュース「PRIDE」 柳喜一郎役＠両国・Air studio

（2015年）

・4月 空感演人プロデュース「LOVE & CHICK」　朝比奈倖志郎役（主演）＠両国・Air studio

（2016年）

・6月 K.B.S.Project act.17「アレス・レベリオン」トオリモン役＠池袋・あうるすぽっと

・12月 GO→S！vol.2「LOVE & CHICK〜カモン × DJ〜」　朝比奈倖志郎役（主演）＠両国・Air studio

（2017年）

・4月 空感演人プロデュース「HOME〜素晴らしき日の最後の一杯〜」＠池袋・あうるすぽっと

・6月 GO→S！vol.3「time trouble 齢 30」金鳥役＠赤坂CHANCEシアター

・10月 カートエンターテイメントプロデュース「帰って来た蛍〜天空の誓い〜」増岡伍長役＠俳優座劇場

（2018年）

・3月 Air studio Produce「Kiss Me you〜がんばったシンプー達へ〜」平井吉之役＠中目黒キンケロシアター

・4月 GO→S！vol.8「SAKURA」中岡慎太郎役＠両国・Air studio

（2019年）

・1月 林家畳Vol.１「陽だまりの中で」竹内役＠THEATER GREEN BIG TREE

・5月　あ・うん♡ぐるーぷ 第三回公演「～永遠の愛～阿国・山三」＠博品館劇場

・9月　LIVEDOG Produce「013」カク教官＠新宿村LIVE

（2020年）

・2月　三栄町LIVE×キタムラトシヒロプロデュースVol.2「THE LIGHT」マキミツオ役＠三栄町LIVE STAGE

・3月　SEP-PLANNING「悪因悪果」九頭竜仙人役＠俳優座劇場

・7月　TAMBOURINE STAGE×LIVEDOG Produce「天満月のネコ」弥太郎役＠シアターサンモール

（2021年）

・2月　LIVEDOG Produce「DOG’S」ジャッキー役＠中目黒キンケロシアター

・4月　私の道しるべプロジェクトvol.2「描き続ける白紙の先へ」山田さん役＠シアター風姿花伝

・11月 LIVEDOG Produce「Kiss　Me　You　がんばったシンプ―達へ」薄井貴少佐役＠シアターサンモール

・12月 ILLUMINUS×LIPS✳︎S「水月鏡花ー竜馬夢双ー」西郷隆盛役＠六行会ホール

（2022年）

・7月 カートエンターテイメントプロデュース「帰って来た蛍〜令和への伝承〜」松尾伍長役＠俳優座劇場

 映画 

・「真田十勇士」(堤幸彦監督) 2016.9月公開

・「闇金ウシジマくん3＆4」(山口雅俊監督) 2016.9.22＆10.22公開

・「カイジ3」（佐藤東弥監督）

・「教科書にないッ！5 & 6」（佐々木詳太監督）2019年

・「とんかつDJアゲ太郎」（二宮健監督）2020年

・「空と山と緑」（柿崎ゆうじ監督）2020.10.2～12

・八王子映画祭　2022年

- 「コウインKOUIN〜光陰〜」（柿崎ゆうじ監督）2024年公開予定[1]

 その他 

・MV「ジヨン」2018年

・企業VP「北関東綜合警備保障」2018年

・WEB-CM「JT」

・Short Film #STAYHOME 「ムジュン」～ハンドクラップ～　主演

・野村証券「積立NISA」ナレーション　2020.8月

・VP「日立ハラスメント」2021年